# Supercopa da UEFA de 2021
A Supercopa da UEFA de 2021, ou Supertaça da UEFA de 2021 foi a 46ª edição da Supercopa da UEFA, uma competição anual organizada pela UEFA (União das Associações Europeias de Futebol, do inglês: Union of European Football Associations) que foi disputada em 11 de agosto de 2021 no estádio Windsor Park na cidade de Belfast (Irlanda do Norte), na qual se enfrentam o campeão da Liga dos Campeões da UEFA de 2020–21 e o campeão da Liga Europa da UEFA de 2020–21.

## Sede
Um processo de licitação pública foi lançado em 28 de setembro de 2018 pela UEFA para selecionar o local da Supercopa da UEFA em 2020. As associações tinham até 12 de janeiro de 2018 para manifestar interesse e os dossiês das propostas tinham de ser apresentados até 29 de março de 2018. As associações que irão receber jogos do Campeonato Europeu de Futebol de 2020 não tiveram permissão para concorrer à Supercopa da UEFA deste ano.
A UEFA anunciou em 15 de janeiro de 2018 que quatro  associações manifestaram interesse em sediar a partida.
| País             | Estádio          | Cidade    | Capacidade | Notas |
| ---------------- | ---------------- | --------- | ---------- | ----- |
| Bielorrússia     | Estádio Dínamo   | Minsk     | 22.000     |       |
| Finlândia        | Estádio Olímpico | Helsinque | 36.000     |       |
| Irlanda do Norte | Windsor Park     | Belfast   | 18.434     |       |
| Ucrânia          | Estádio Metalist | Kharkiv   | 40.003     |       |

O Windsor Park foi o escolhido pelo Comitê Executivo da UEFA durante sua reunião em Liubliana, em 24 de setembro de 2019.

## Partida
| 11 de agosto de 2021 | Chelsea    | 1 – 1 (pro) | Villarreal | Windsor Park, Belfast                       |
| 20:00 (UTC+1)        | Ziyech 27' | Relatório   | Moreno 73' | Público: 10 435 Árbitro: RUS Sergei Karasev |

|                                                           |       | Penalidades                                    |  |
| Havertz Azpilicueta Alonso Mount Jorginho Pulisic Rüdiger | 6 – 5 | Gerard Mandi Estupiñán Gómez Raba Foyth Albiol |  |

| Chelsea | Villarreal |

| G             | 16            | Édouard Mendy       |       | 119' |
| Z             | 15            | Kurt Zouma          |       | 66'  |
| Z             | 14            | Trevoh Chalobah     |       |      |
| Z             | 2             | Antonio Rüdiger     | 44'   |      |
| M             | 20            | Callum Hudson-Odoi  |       | 82'  |
| M             | 7             | N'Golo Kanté (c)    |       | 65'  |
| M             | 17            | Mateo Kovačić       |       |      |
| M             | 3             | Marcos Alonso       |       |      |
| M             | 22            | Hakim Ziyech        |       | 43'  |
| M             | 29            | Kai Havertz         |       |      |
| A             | 11            | Timo Werner         |       | 65'  |
| Substitutos:  |               |                     |       |      |
| G             | 1             | Kepa Arrizabalaga   | 119'  |      |
| Z             | 4             | Andreas Christensen |       | 66'  |
| Z             | 6             | Thiago Silva        |       |      |
| Z             | 21            | Ben Chilwell        |       |      |
| Z             | 24            | Reece James         |       |      |
| Z             | 28            | César Azpilicueta   |       | 82'  |
| Z             | 33            | Emerson             |       |      |
| M             | 5             | Jorginho            |       | 65'  |
| M             | 10            | Christian Pulisic   |       | 43'  |
| M             | 19            | Mason Mount         |       | 65'  |
| A             | 9             | Tammy Abraham       |       |      |
| A             | 12            | Ruben Loftus-Cheek  |       |      |
| Treinador:    |               |                     |       |      |
| Thomas Tuchel | Thomas Tuchel | Thomas Tuchel       | 45+1' |      |

| G            | 1  | Sergio Asenjo    |      |     |
| LD           | 8  | Juan Foyth       |      |     |
| Z            | 3  | Raúl Albiol (c)  |      |     |
| Z            | 4  | Pau Torres       |      |     |
| LE           | 24 | Alfonso Pedraza  |      | 58' |
| M            | 14 | Manu Trigueros   |      | 70' |
| M            | 25 | Étienne Capoue   |      | 70' |
| M            | 18 | Alberto Moreno   |      | 85' |
| A            | 21 | Yeremi Pino      | 61'  | 91' |
| A            | 7  | Gerard Moreno    |      |     |
| A            | 16 | Boulaye Dia      |      | 85' |
| Substitutos: |    |                  |      |     |
| GK           | 13 | Gerónimo Rulli   |      |     |
| DF           | 2  | Mario Gaspar     |      | 70' |
| DF           | 12 | Pervis Estupiñán |      | 58' |
| DF           | 15 | Jorge Cuenca     |      |     |
| DF           | 20 | Rubén Peña       |      |     |
| DF           | 22 | Aïssa Mandi      |      | 91' |
| MF           | 6  | Manu Morlanes    |      | 85' |
| MF           | 10 | Vicente Iborra   |      |     |
| MF           | 17 | Dani Raba        | 119' | 85' |
| MF           | 23 | Moi Gómez        |      | 70' |
| FW           | 9  | Paco Alcácer     |      |     |
| FW           | 34 | Fer Niño         |      |     |
| Treinador:   |    |                  |      |     |
| Unai Emery   |    |                  |      |     |

| Homem da partida: Gerard Moreno (Villarreal) Bandeirinhas: RUS Igor Demeshko RUS Maksim Gavrilin Quarto árbitro: BLR Aleksei Kulbakov Bandeirinha reserva: ITA Filippo Meli Árbitro assistente de vídeo: GER Marco Fritz POL Paweł Gil ITA Massimiliano Irrati | Regras do jogo - 90 minutos. - 30 minutos de prorrogação se necessário. - Pênaltis se o placar permanecer empatado. - Doze substitutos podem ser nomeados - Máximo de três substituições, sendo a quarta permitida no prorrogação. |